# Godfried van Voorst tot Voorst
Jan Joseph Godfried baron van Voorst tot Voorst jr. (Kampen, 29 december 1880 – Vierakker, 11 november 1963) was een Nederlands generaal. Hij was de zoon van Jan Joseph Godfried van Voorst tot Voorst sr.

## Levensloop
Gedurende het Jordaanoproer in Amsterdam (juli 1934) was Van Voorst tot Voorst  enkele dagen verantwoordelijk voor het bevel over de militaire troepen die werden ingezet om het oproer de kop in te drukken. Tijdens de mobilisatie en de meidagen van 1940 was hij commandant van het Veldleger. Hij raakte in 1939 in conflict met generaal Reijnders, maar kon het goed vinden met koningin Wilhelmina, minister Dijxhoorn en generaal  Winkelman.
Van Voorst tot Voorst was voorstander van de verdediging in de Grebbelinie en stond daarmee lijnrecht tegenover Reijnders, die zijn troepen wilde laten terugvallen op de Nieuwe Hollandse Waterlinie. Ironisch genoeg moest Van Voorst tot Voorst in mei 1940 de Grebbelinie na drie dagen al opgeven waarna hij zijn troepen inderdaad terugtrok op de Nieuwe Hollandse Waterlinie. 
Na de capitulatie werd hij als krijgsgevangene naar Duitsland gebracht, omdat hij weigerde zijn woord van eer te geven dat hij zich niet tegen de Duitsers zou verzetten. Hij keerde na afloop van de oorlog terug. Van Voorst tot Voorst werd voorzitter van de Commissie Verantwoording Krijgsgevangen Officieren en maakte deel uit van de Commissie Militaire Onderscheidingen en de Commissie Waalbrug.
Van Voorst tot Voorst was tweemaal gehuwd en had zes kinderen uit zijn eerste huwelijk. Zijn tweede echtgenote was een dochter van premier Charles Ruijs de Beerenbrouck. Hij overleed op 82-jarige leeftijd in Vierakker (gemeente Bronckhorst).

### Militaire loopbaan
- Tweede luitenant: 1 augustus 1901[1]
- Eerste luitenant: 13 februari 1905[1]
- Kapitein: 21 januari 1915[1]
- Majoor: 29 april 1927[1]
- Luitenant-kolonel: 2 mei 1930[2][1]
- Kolonel: 2 mei 1932[2][1]
- Generaal-majoor: 2 mei 1934[2][1]
- Luitenant-generaal: 3 januari 1937[2]- 31 maart 1937[1]

## Onderscheidingen
- Commandeur in de Orde van de Nederlandse Leeuw
- Ridder in de Orde van Oranje-Nassau
- Mobilisatie-Oorlogskruis
- Ridder in de Orde van de Rode Adelaar
- Ridder in de Orde van de Dannebrog
- Ridder in het Legioen van Eer
- Ridder Grootkruis in de Kroonorde

## Publicaties

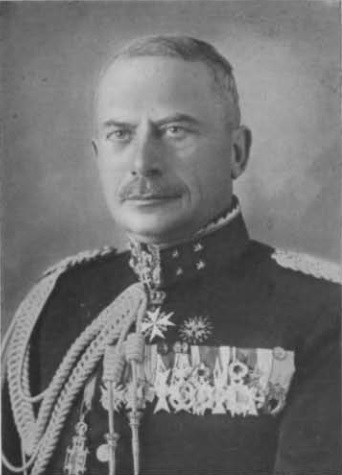
J.J.G. baron van Voorst tot Voorst (ca. 1937)

- Over Roermond! Een strategische studie ('s-Gravenhage, 1923).
- De militair-technische en de economische zĳde van het ontwapenings-vraagstuk voor den volkenbond ('s-Gravenhage, 1927).
- Studiën over ontwapening ('s-Gravenhage, 1927).
- De Duitsche herbewapening ('s-Gravenhage, 1936).